# Court of Exchequer (England und Wales)
|  | Dieser Artikel oder Abschnitt wurde wegen inhaltlicher Mängel auf der Qualitätssicherungsseite der Redaktion Geschichte eingetragen (dort auch Hinweise zur Abarbeitung dieses Wartungsbausteins). Dies geschieht, um die Qualität der Artikel im Themengebiet Geschichte auf ein akzeptables Niveau zu bringen. Dabei werden Artikel gelöscht, die nicht signifikant verbessert werden können. Bitte hilf mit, die Mängel dieses Artikels zu beseitigen, und beteilige dich bitte an der Diskussion! |

Gerichtsorganisation vor den Judicature Acts 1873

Der Court of Exchequer (Schatzkammergericht) war ein ehemaliges Gericht in England und Wales. Es wurde 1880 aufgelöst.

## Geschichte
Der Court of Exchequer entwickelte sich zur Zeit Heinrichs I. aus der Curia Regis, dem Scaccarium Regis (Exchequer), das zum einen Steuerbehörde war, zum anderen über alle mit dem Steuerrecht zusammenhängenden Rechtsfragen entschied. Allmählich übernahm die Curia Regis auch die Rechtsprechung zwischen den steuerzahlenden Großgrundbesitzern. Seine Zusammensetzung aus drei Berufsrichtern und seine Aufgaben blieben von 1300 bis in das 17. Jahrhundert recht gleich. Neben dem Court of Exchequer existierte der Court of Common Pleas, der für „einfache“ Klagen von Privatpersonen zuständig war und der Court of King's Bench, der politische Streitigkeiten entschied. Im Jahr 1873 wurde der Court of Exchequer mit dem Judicature Acts 1873–1875 in die Exchequer Division des High Court überführt. Im Jahr 1880 wurde er vollends abgeschafft und seine Aufgaben nunmehr von der King’s Bench Division übernommen.